# 蓬皮亚诺
蓬皮亚诺（義大利語：Pompiano），是意大利布雷西亚省的一个市镇。总面积15平方公里，人口3920人，人口密度261.3人/平方公里（2009年）。国家统计（ISTAT）代码为017146。